# Alte Post (Eckernförde)

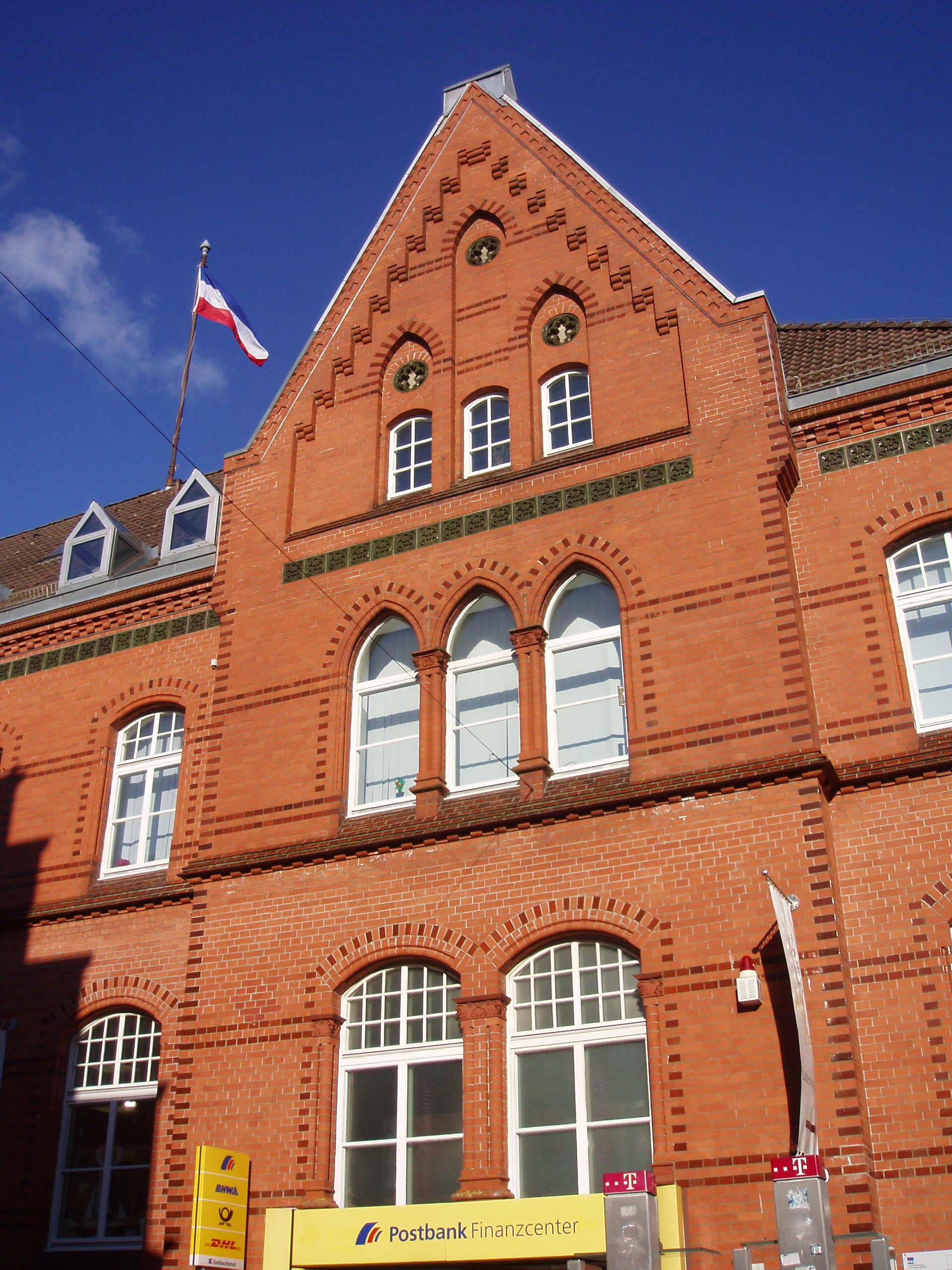
Gebäudeteil beim Eingang zur Filiale der Deutschen Post

Das Gebäude Alte Post in Eckernförde steht seit 16. Dezember 2016 unter Denkmalschutz. 1900 wurde das Backsteingebäude als erstes kaiserliches Postamt in Eckernförde erbaut und bietet heute fast 3.000 Quadratmeter Nutzfläche. Das gesamte Ensemble wurde zwischen 2000 und 2001 von den Architekten Stefan Rimpf und Günter Haß denkmalgerecht umgebaut und saniert.
Die Alte Post gehört seit dem 1. Januar 2017 der Eckernförder Bank.